# Charf-Souani
Charf-Souani (àrab: الشرف السواني, ax-Xarf as-Swānī; amazic estàndard marroquí: ⵛⴰⵕⴼ ⵙⵡⴰⵏⵉ, Caṛf Swani) és un arrondissement de la ciutat de Tànger, a la prefectura de Tanger-Assilah, a la regió de Tànger-Tetuan-Al Hoceima, al Marroc. Segons el cens de 2014 tenia una població total de 117.557 persones. Entre els censos de 1994 i 2004 ha sofert un augment de població, passant de 105.882 a 115.839 habitants.